# Алексий IV Ангел
Алексий IV Ангел (на гръцки: Αλέξιος Δ' Άγγελος; ок. 1182 – 8 февруари 1204) е византийски император от август 1203 до януари 1204 г., по времето на Четвъртия кръстоносен поход.

## Предистория
През 1185 г. Исак II Ангел извършва държавен преврат, отстранява Андроник I Комнин и поставя началото на нова династия – Ангелите, през управлението на която Византийската империя се намира в криза и упадък. Алексий IV Ангел е син на император Исак II Ангел от първата му жена Ирина.
Чичо по бащина линия на Алексий IV Ангел е император Алексий III Ангел, който на свой ред също узурпира трона след като детронира, арестува и ослепява брат си Исак II Ангел през януари 1195 година.

## Възкачване
Младият Алексий IV, който е престолонаследник, бяга при кръстоносците на Енрико Дандоло във Венеция, където се подготвя кръстоносен поход срещу мюсюлманите към Светите земи. Алексий им обещава, че ще получат 200 хиляди сребърника – половината от императорското съкровище, ако върнат него и баща му на трона като съвладетели.
През август 1203 г. кръстоносците се явяват пред стените на Константинопол. При вида на кръстоносната войска, настъпваща срещу него, Алексий III бяга от столицата, като взема със себе си повечето от императорското съкровище. В Константинопол се възцаряват Алексий IV и ослепеният му баща Исак II.

## Управление
След като се възкачва на трона, Алексий IV издига ослепения си баща Исак II Ангел за свой съвладетел. Новият василевс обаче не разполага със солидна подкрепа сред населението, негодуващо срещу чужденците кръстоносци, които безчинстват из града.
Скоро става ясно, че Алексий не може да изплати на кръстоносната войска сумата, която е обещал, тъй като хазната е празна. За да събере пари, императорът е принуден да конфискува имуществото на противниците си, плячкосва градовете в Тракия и дори претопява църковни скъпоценности. Поради неизпълнените обещания кръстоносците се отдават на грабеж и своеволия. Алексий IV заповядва срещу венецианския флот да бъдат пуснати запалени кораби, но опитът е неуспешен и това допълнително разгневява бившите му съюзници. В столицата започват вълнения и изстъпления сред народа, тълпите започват да убиват всеки срещнат чужденец, а в Мала Азия Трапезунд се отцепва като независима държава.
За да спаси короната си, Алексий IV праща висшия сановник Алексий Дука Мурзуфул да преговаря с кръстоносците, които на свой ред трябва да разбият въстаниците в града. Мурзуфул обаче се противопоставя на това и в крайна сметка се възползва от бунта, за да се провъзгласи за император.
В храма „Света София“ се събира синклит, който низвергва Алексий IV и баща му. За нов император е избран Николай Канава (неофициално Николай I). Народът одобрява новия император, но аристокрацията отказва да го признае. Възползвайки се от това, Алексий V Дука Мурзуфул става император. В настъпилия хаос Алексий IV е заловен и удушен от византийските бунтовници (февруари 1204 г.).

## Последствия
Последствията от управлението на Алексий IV Ангел са катастрофални. Неизплащането на дължимите на кръстоносците суми им дава повод те да завладеят Константинопол през 1204 г., като го държат в свое владение 57 години (до възстановяването на империята през 1261 г.), през които Византия не съществува като единна държава. От друга страна управлението му води до свалянето на династията на Ангелите от Алексий V Дука Музруфул. Ако погледнем предшественика му Алексий III Ангел и баща му Исак II Ангел, можем да кажем, че цялото управление на династията е съпроводено със загуби на територии и чести войни, които завършват катастрофално за империята (виж Въстание на Асен и Петър).